# 帕通电焊研究所
E. O. 帕通电焊研究所（羅馬化：Instytut elektrozvaryuvannya imeni E. O. Patona NAN Ukrayiny，直译：乌克兰国家科学院E. O. 帕通电焊研究所）是一家位于乌克兰基辅的焊接技术研究机构，以其创始人叶夫根尼·帕通教授的名字命名。